# Eleutherodactylus aporostegus
Eleutherodactylus aporostegus är en groddjursart som beskrevs av Schwartz 1965. Eleutherodactylus aporostegus ingår i släktet Eleutherodactylus och familjen Eleutherodactylidae. Inga underarter finns listade i Catalogue of Life.